# Parýzek
Parýzek je osada, která patří do obce Soběšice v okrese Klatovy, nachází se v katastrálním území Soběšice u Sušice. Patří k ní ještě osada U Poulů.
V Parýzku se vlévá Růžďský potok do Novosedelského potoka. Východně od Parýzku leží vesnice Lhota pod Kůstrým a osada U Matějů (část obce Nová Ves), jižně od Parýzku leží samota Růždí, patřící k Malči. Vesnicí prochází silnice III. třídy č. III/17220, která spojuje Novou Ves se silnicí II. třídy II/172 vedoucí do Strašína. Jihozápadně od vesnice se v lese nachází pomník (krucifix zasazený do kamene) Emila Antona Lamberka, který zde byl při honu postřelen. K pomníku vede od roku 2019 naučná stezka hajného Nasse.

## Galerie

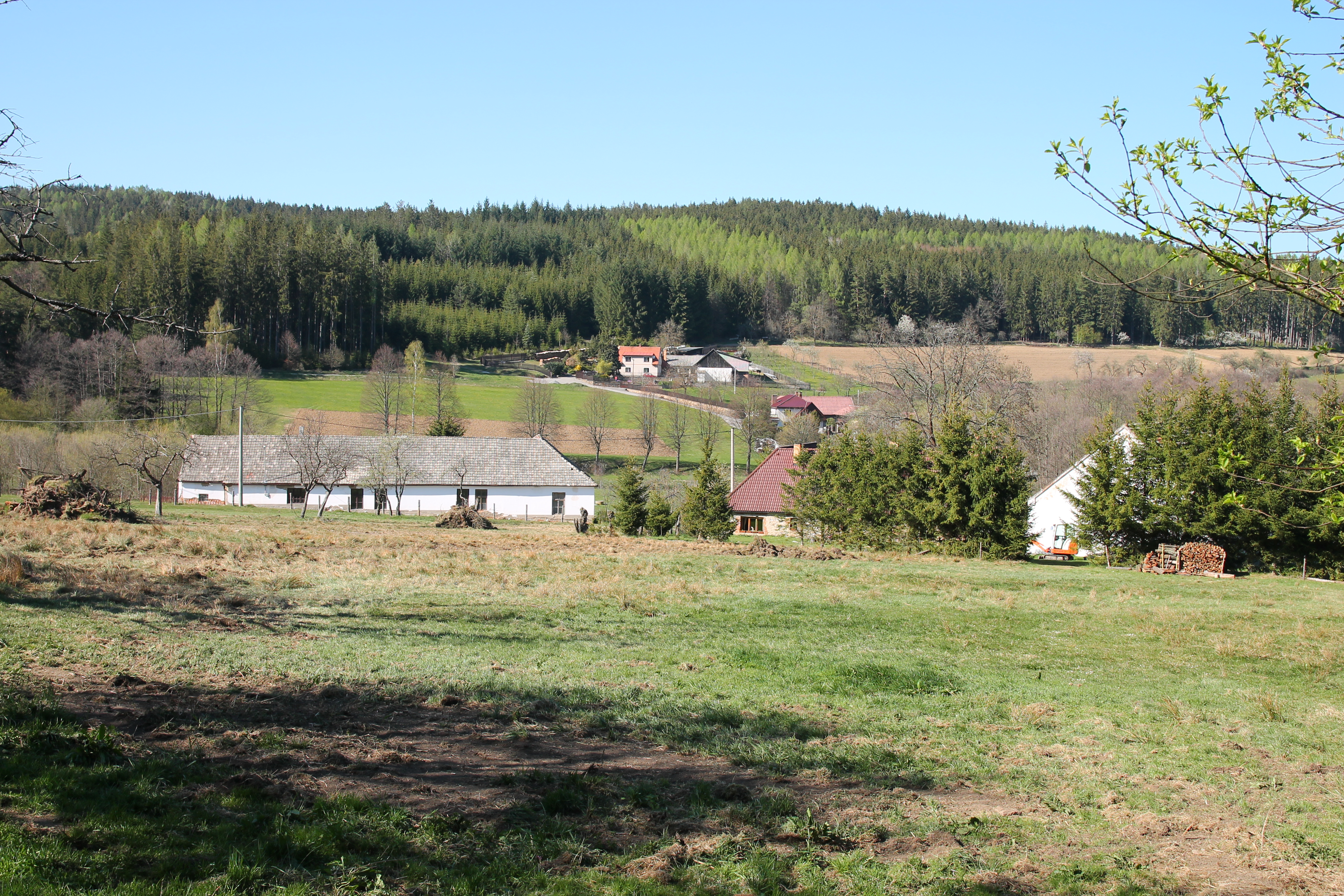
Parýzek od jihu
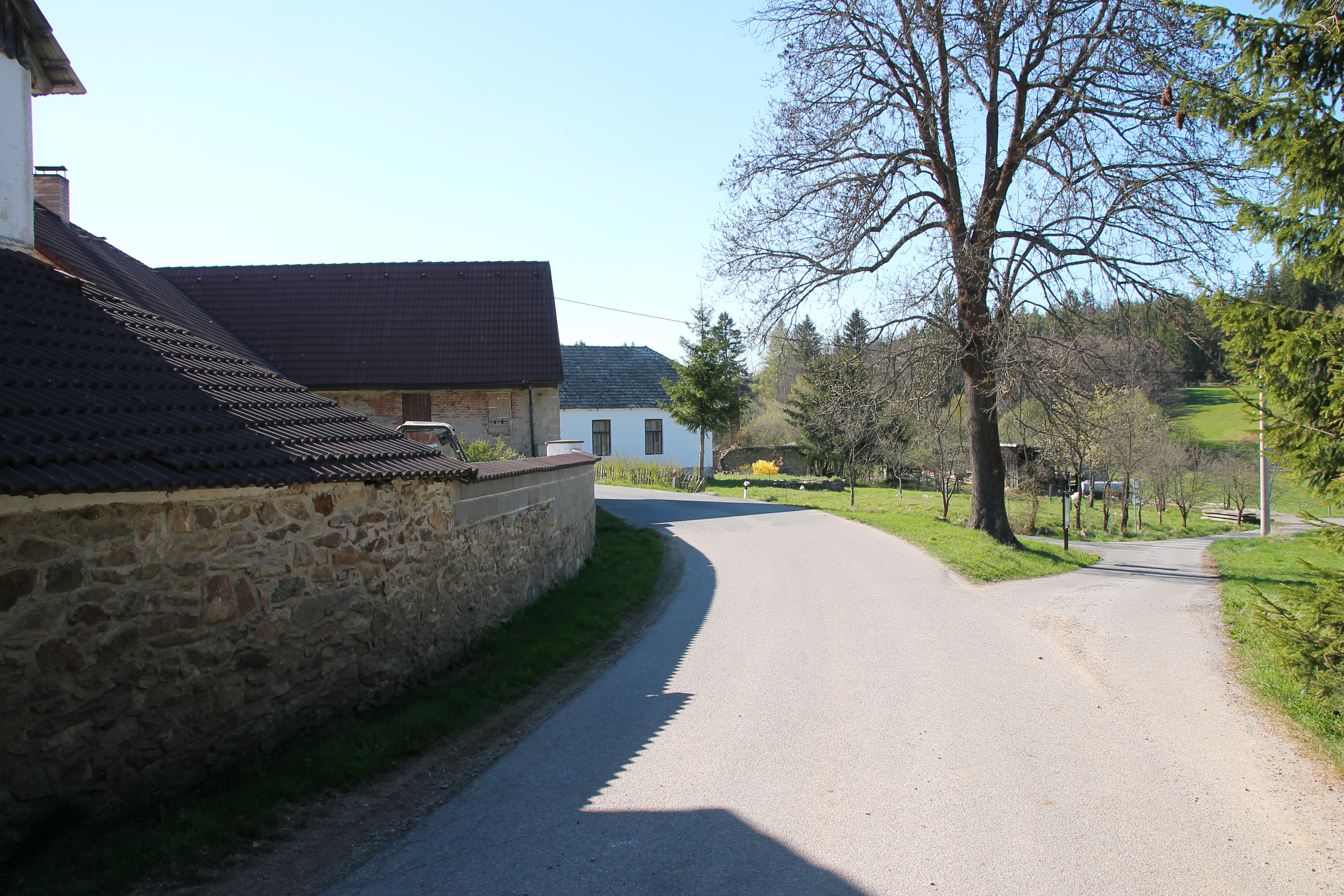
Střed osady
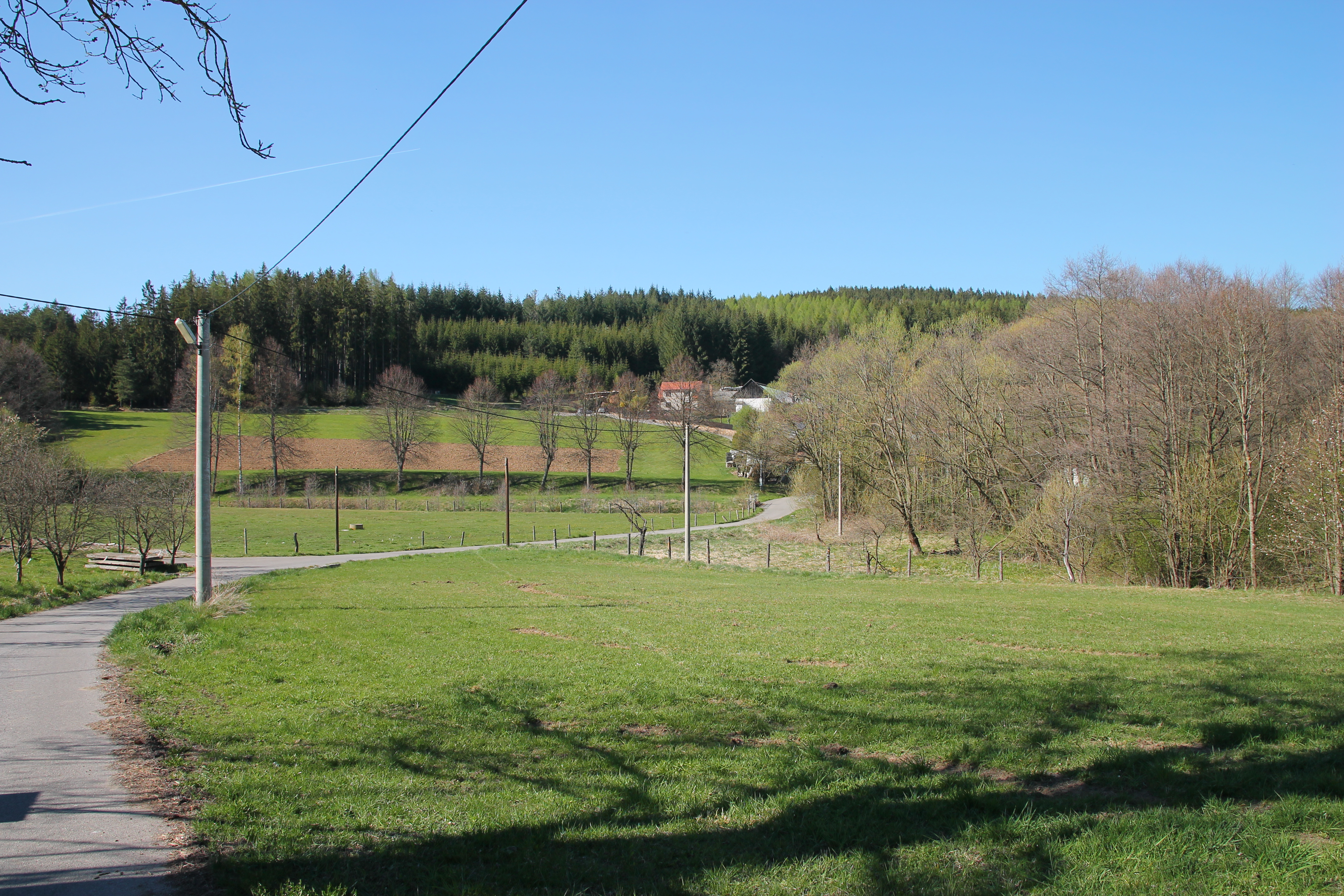
Cesta k osadě U Poulů
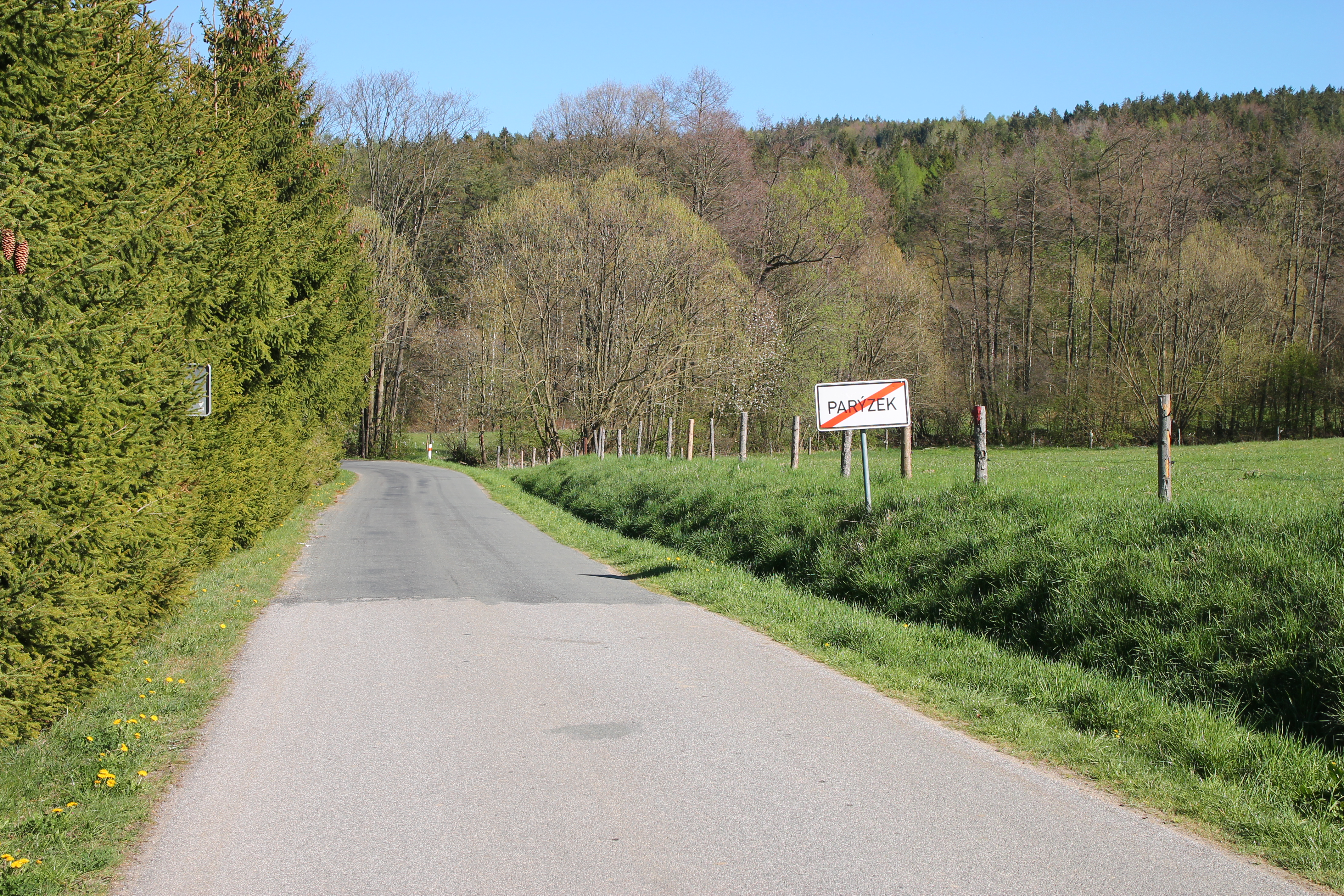
Silnice směrem na Lhotu pod Kůstrým